# Elaeocarpus subvillosus
Elaeocarpus subvillosus là một loài thực vật có hoa thuộc họ Elaeocarpaceae.
Loài này chỉ có ở Sri Lanka.